# Agence Mezopotamya
 (février 2024).
Agence Mezopotamya (kurde : Ajansa Mezopotamya) est une agence de presse kurde basée à Beyoğlu à Istanbul. Etiquetée à gauche par l'Observatoire international des droits de l'homme et qualifiée de pro-kurde, elle a pour but de promouvoir la protection du journalisme et la sécurité des journalistes du Conseil de l'Europe (COE). Elle publie des articles en langue kurde, turque et anglaise.

## Histoire
L'agence a été créée le 20 septembre 2017 à la suite d'une purge de nombreux journaux et agences de presse pro-kurdes. Elle publie des articles critiques sur le gouvernement turc d'Erdogan. L'accès au site internet de l'agence a été bloqué plus de 20 fois par les autorités turques et à chaque fois le journal a migré vers un autre domaine . L'agence publie principalement des articles sur les provinces à prédominance kurde en Turquie. Son personnel est souvent pris pour cible par les autorités turques (locaux perquisitionnés, matériel confisqué et journalistes interdits d'accès aux institutions publiques) . Plusieurs de ses reporters ont été arrêtés ou condamnés à des peines de prison,. Les journalistes Sadiye Eser et Sadık Topaloğlu ont été arrêtés en décembre 2019 car accusés d'appartenir à une organisation terroriste avant d'être libérés dans l'attente de leur procès quelques mois plus tard en mars 2020. Le 6 octobre 2020, deux journalistes de l'agence de presse ont été emprisonnés après avoir rapporté que deux paysans avaient été jetés d'un hélicoptère militaire turc dans la province de Van. Ils ont été libérés en avril 2021. Enfin Mehmet Aslan, qui couvrait la situation des prisonniers kurdes, a été emprisonné en janvier 2021, et est libéré dans l'attente de son procès avec une interdiction de voyager à l'étranger depuis mai 2021.